# Mychajło Czeczetow
Mychajło Wasylowycz Czeczetow (ukr. Михайло Васильович Чечетов; ur. 3 października 1953, zm. 28 lutego 2015 w Kijowie) – ukraiński polityk, poseł do Rady Najwyższej Ukrainy V i VI kadencji. 

## Życiorys
Był działaczem Partii Regionów związanej z prezydentem Ukrainy Wiktorem Janukowyczem. 21 lutego 2015 roku decyzją prokuratury Mychajło Czeczetow został aresztowany w związku z toczącym się przeciwko niemu śledztwem w sprawie o głosowanie w czasie rządów Wiktora Janukowycza w parlamencie ukraińskim nad tzw. ustawami dyktatorskimi w styczniu 2014 roku. W czasie głosowań Czeczotow był tzw. dyrygentem wskazującym członkom swojej partii jak mają głosować. Z aresztu został zwolniony po wpłaceniu kaucji i poddaniu się dozorowi elektronicznemu. 
Mychajło Czeczetow popełnił samobójstwo w nocy 28 lutego 2015, skacząc z okna swojego mieszkania, znajdującego się na 17. piętrze.
W 2013 otrzymał Order „Za zasługi” I klasy.